# Taruka
Taruka (en népalais : तारुका) est un comité de développement villageois du Népal situé dans le district de Nuwakot. Au recensement de 2011, il comptait 5 233 habitants.